# Augochloropsis notophos
Augochloropsis notophos är en biart som först beskrevs av Joseph Vachal 1903.  Augochloropsis notophos ingår i släktet Augochloropsis och familjen vägbin. Inga underarter finns listade.